# NGC 2472
NGC 2472 is een spiraalvormig sterrenstelsel in het sterrenbeeld Lynx. Het hemelobject werd op 20 februari 1851 ontdekt door de Ierse astronoom William Parsons.

## Synoniemen
- MCG 10-12-39
- ZWG 287.19
- PGC 22364